# Hutabaru
Hutabaru is een bestuurslaag in het regentschap Tapanuli Selatan van de provincie Noord-Sumatra, Indonesië. Hutabaru telt 602 inwoners (volkstelling 2010).